# Elemi sorozat
Az elemi sorozat kémiai elemek olyan csoportja, amelyek fizikai és kémiai tulajdonságai progresszív változást mutatnak a sorozat egyik végétől a másikig.
Az elemi sorozatokat már a kémiai elemek periódusos rendszerének felfedezése előtt felismerték, a rendszert tulajdonképpen arra találták ki, hogy a különböző elemeket kémiai tulajdonságaik alapján rendszerezni lehessen.
Több elemi sorozat pontosan megfelel a periódusos rendszer egyes csoportjának, és ez nem véletlen: azok a fizikai tulajdonságaik, amelyek miatt egy sorozatba kerülnek, abból az atomhéj-szerkezetből kerülnek levezetésre, mint a periódusos rendszerbeli csoportban.
A periódusos rendszer elemi sorozatai:
| Alkálifémek     | (a periódusos rendszer 1. csoportja)  |
| Alkáliföldfémek | (a periódusos rendszer 2. csoportja)  |
| Lantanoidák     |                                       |
| Aktinoidák      |                                       |
| Átmenetifémek   |                                       |
| Másodfajú fémek |                                       |
| Félfémek        |                                       |
| Nemfémek        |                                       |
| Halogének       | (a periódusos rendszer 17. csoportja) |
| Nemesgázok      | (a periódusos rendszer 18. csoportja) |